# Francesco Maria Rangoni

Stemma dei Rangoni.

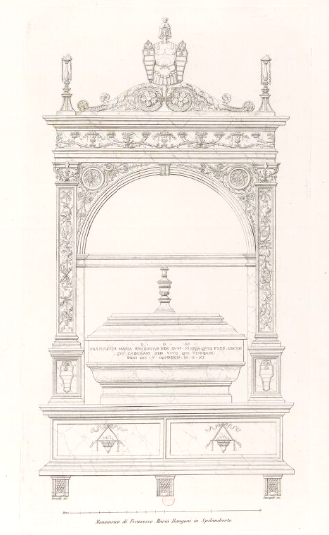
Monumento funebre di Francesco Maria Rangoni

Francesco Maria Rangoni (... – 5 ottobre 1511) è stato un politico e ambasciatore italiano.

## Biografia
Era figlio di Venceslao Rangoni e di Emilia Boiardo di Feltrino.
Nel 1487 entrò al servizio del duca di Ferrara Ercole I d'Este e nel 1493 accompagnò suo figlio Ferrante d'Este in Francia a complimentare il re Carlo VIII. Nel 1494 fu castellano di Modena. Alla discesa di Carlo VIII in Italia e dopo la battaglia di Fornovo del 6 luglio 1495, trattò la pace per conto degli Estensi. Nel 1503 venne inviato come ambasciatore a complimentarsi per l'elezione di papa Giulio II. Alla morte del duca Ercole d'Este, il Rangoni entrò in conflitto con il successore Alfonso I d'Este circa il governo della città di Modena. Francesco Maria passò quindi dalla parte dei pontifici quando nel 1510 il nuovo duca di Ferrara prese le armi contro il papa. Seguì l'assedio della città e il Rangoni aprì le porte al cardinale legato Francesco Alidosi. Passata modena nel 1511 all'imperatore Massimiliano I d'Asburgo, Francesco Maria venne riconfermato conte di Castelvetro e Livizzano.
Morì nel 1511. Nella chiesa di Sant'Agostino a Spilamberto è presente il suo monumento funebre, opera di Antonio da Morbegno.

## Discendenza
Sposò in prime nozze nel 1486 Agnese Pio, figlia di Marco II Pio di Savoia signore di Carpi, morta nel 1499, dalla quale ebbe Claudio, condottiero. Sposò in seconde nozze nel 1500 Lucia Rusca, morta nel 1508, dalla quale ebbe Lucrezia e Emilia. Sposò in terze nozze nel 1509 Eustochia Bichi.
Francesco ebba anche un figlio naturale, Giulio, probabilmente legittimato.